# Kocerany
Kocerany – wieś sołecka w Polsce położona w województwie mazowieckim, w powiecie grójeckim, w gminie Pniewy.
W latach 1975–1998 miejscowość administracyjnie należała do województwa radomskiego.
Miejscowość należy do Obszaru Krajobrazu Chronionego "Dolina rzeki Jeziorki" obejmujący pradolinę rzeki Jeziorki i malownicze tereny ją otaczające, położone w powiecie grójeckim. Tereny o dużych walorach rekreacyjnych, porośnięte resztkami lasów łęgowych położonych w dolinie oraz sadami na wysoczyźnie.
W latach 1975–1998 miejscowość administracyjnie należała do województwa radomskiego.     